# Nederlandse kampioenschappen schaatsen afstanden 2019 - 500 meter vrouwen
De 500 meter vrouwen op de Nederlandse kampioenschappen schaatsen afstanden 2019 werd in december 2018 in ijsstadion Thialf te Heerenveen verreden, waarbij 20 deelneemsters startten.
Titelverdedigster was Jorien ter Mors die de titel pakte tijdens de NK afstanden 2018. 

## Uitslag
| #      | Schaatsster          | tijd    |
| ------ | -------------------- | ------- |
| Goud   | Janine Smit          | 0.38,22 |
| Zilver | Letitia de Jong      | 0.38,31 |
| Brons  | Jutta Leerdam        | 0.38,41 |
| 4      | Sanneke de Neeling   | 0.38,48 |
| 5      | Femke Kok            | 0.38,54 |
| 6      | Femke Beuling        | 0.38,56 |
| 7      | Isabelle van Elst    | 0.38,71 |
| 8      | Floor van den Brandt | 0.38,74 |
| 9      | Esmé Stollenga       | 0.38,77 |
| 10     | Anice Das            | 0.38,79 |
| 11     | Dione Voskamp        | 0.38,83 |
| 12     | Michelle de Jong     | 0.38,87 |
| 13     | Lotte van Beek       | 0.39,03 |
| 14     | Sanne van der Schaar | 0.39,20 |
| 15     | Suzanne Schulting    | 0.39,25 |
| 16     | Maud Lugters         | 0.39,36 |
| 17     | Helga Drost          | 0.39,36 |
| 18     | Lina Miedema         | 0.39,43 |
| 19     | Bo van der Werff     | 0.39,55 |
| 20     | Naomi Verkerk        | 0.39,88 |

Uitslag op
1987 · 
1988 · 
1989 · 
1990 · 
1991 · 
1992 · 
1993 · 
1994 · 
1995 · 
1996 · 
1997 · 
1998 · 
1999 · 
2000 · 
2001 · 
2002 · 
2003 · 
2004 · 
2005 · 
2006 · 
2007 · 
2008 · 
2009 · 
2010 · 
2011 · 
2012 · 
2013 · 
2014 · 
2015 · 
2016 · 
2017 · 
2018 · 
2019 · 
2020 · 
2021 · 
2022 · 
2023 · 
2024 · 
2025